# دبوس (دهانه)
دبوس یک دهانه برخوردی در ماه‌ است.